# Margaret Alva
Margaret Alva, nascida Margaret Nazareth, (Mangalore, Karnataka, 14 de abril de 1942) foi governadora do estado indiano de Rajastão até o final de seu mandato em agosto de 2014. Ela já havia sido governadora de Uttarakhand. Antes de ser nomeada governadora, ela era uma figura importante no Congresso Nacional Indiano e foi Secretária Conjunta do Comitê do Congresso da Índia.

## Início de vida
Margaret Alva nasceu em uma família cristã em Mangalore, Karnataka. Ela obteve um bacharelado em artes no Mount Carmel College, Bangalore e um diploma de direito da Government Law College na mesma cidade. Ela era uma debatedora interessada e apreciada durante seu tempo na faculdade e tinha algum envolvimento nos movimentos dos alunos.
Alva combinou seu trabalho como defensora com envolvimento em organizações de assistência social, tornando-se, eventualmente, presidente da Associação Cristã de Moças. Um de seus primeiros envolvimentos foi com a organização não-governamental Karuna, que ela fundou e que estava focada em questões relativas a mulheres e crianças.
Ela se casou com Niranjan Thomas Alva em 24 de maio de 1964, com quem tem uma filha e três filhos, incluindo Niret Alva. O casal se conhecera como estudantes na Faculdade de Direito do Governo e seu marido agora opera um negócio de exportação bem-sucedido, o que lhe deu segurança financeira que foi benéfica para sua carreira posterior.

## Política

### Começo
A decisão de Alva de ingressar na política em 1969 foi fortemente influenciada por seu marido e sogro, Joachim Alva, este último e sua esposa, Violet Alva, sendo membros do Parlamento representando o Congresso Nacional Indiano. Ela reconheceu esse encorajamento, dizendo que "eu nunca tive que enfrentar quaisquer restrições familiares em minhas atividades políticas" e ela também disse que a morte de Violet em 1969 forneceu o ímpeto. Ela se alinhou com a facção do Congresso (Indira) liderada por Indira Gandhi e trabalhou para sua unidade estatal em Karnataka. Ela serviu como Secretária Conjunta do Comitê do Congresso da Índia entre 1975 e 1977 e como Secretária Geral do Comitê do Congresso de Karnataka Pradesh entre 1978 e 1980.

### Rajya Sabha
Em abril de 1974, Alva foi eleita para o Raiya Sabha como representante do Congresso. Ela cumpriu um mandato de seis anos e foi reeleita por mais três mandatos de seis anos, em 1980, 1986 e 1992. Durante seu tempo no Rajya Sabha, ela foi vice-presidente (1983–85) e também serviu como Ministra de Estado da União nos Ministérios dos Assuntos Parlamentares (1984-85), da Juventude e Desportos e do Desenvolvimento da Mulher e da Criança, um braço do Ministério do Desenvolvimento dos Recursos Humanos. Ela também serviu em vários comitês da Câmara, o que lhe rendeu um considerável grau de perícia em procedimentos, e foi brevemente Ministra da Ciência e Tecnologia. [5]
Em seu papel no HRD, entre 1985 e 1989, Alva supervisionou o plano de 28 pontos do governo liderado por Rajiv Gandhi, destinado a melhorar os direitos e o envolvimento de mulheres e crianças. Além disso, ela fez propostas para várias corporações de desenvolvimento para mulheres, apenas algumas das quais se materializaram, e também fez campanha por um maior destaque das mulheres no governo e nos cargos oficiais de seu partido. Sua proposta de 1989 de que 33 por cento dos assentos nas eleições de Panchayat Raj (governo local) deveriam ser reservados para as mulheres se tornassem lei em 1993 e, de acordo com Laura Jenkins, "marcou uma mudança adicional da antiga repugnância de reservas como uma política nacionalmente divisiva". Ela continuou seus esforços para melhorar a quantidade de mulheres durante seu período como Ministra de Estado do Pessoal, Queixas Públicas, Pensões e Assuntos Parlamentares (1991 e 1993-96), onde ela tentou aumentar o número de mulheres em diferentes ministérios e organizações governamentais, como a Comissão de Serviço Público da União e o judiciário.
Alva também tem estado envolvida com questões de mulheres e assuntos relacionados, como o crescimento da população no cenário internacional, notavelmente através de vários órgãos das Nações Unidas e em escritos.

### Governos
Em novembro de 2008, Alva disse que as cadeiras do Congresso para as eleições em Karnataka estavam abertas a licitantes, em vez de sujeitas a uma nomeação meritocrática. O Congresso negou suas reivindicações e uma reunião com a presidente do partido, Sonia Gandhi, resultou na renúncia de Alva ou na remoção de suas numerosas responsabilidades oficiais no partido. Posteriormente, Alva corrigiu suas diferenças com a liderança do Congresso. Ela se recusou a entrar em detalhes sobre a controvérsia de 2008, apesar de sua carta de demissão continuar a ser objeto de especulação na mídia.
Em 6 de agosto de 2009, Alva tornou-se a primeira governadora feminina de Uttarakhand. Embora ela tenha dito então que estava entusiasmada com os desafios enfrentados pelo nascente estado, ela se viu marginalizada fora da política nacional e frustrada pelo governo estadual do Partido Bharatiya Janata. Ela permaneceu no posto até maio de 2012, quando foi nomeada governadora do Rajastão, que era uma região mais importante em termos políticos. De seu tempo em Uttarakhand, Alva disse que "A quietude me permitiu recarregar minhas baterias e até mesmo poupar algum tempo para trabalhar na minha biografia". A autobiografia não deve aparecer até depois de sua aposentadoria.
A mudança para Rajastão isentou Shivraj Patil, o governador de Punjab, de sua responsabilidade adjunta temporária para aquele estado, que havia surgido devido à morte do governador em exercício, Prabha Rau, em abril de 2010.